# Sapulante
Sapulante is een bestuurslaag in het regentschap Pasuruan van de provincie Oost-Java, Indonesië. Sapulante telt 2468 inwoners (volkstelling 2010).